# Araneus miniatus
Araneus miniatus là một loài nhện trong họ Araneidae.
Loài này thuộc chi Araneus. Araneus miniatus được Charles Athanase Walckenaer miêu tả năm 1842.